# Gladiolus jonquilodorus
Gladiolus jonquilodorus är en irisväxtart som beskrevs av Christian Friedrich Frederik Ecklon och Gwendoline Joyce Lewis. Gladiolus jonquilodorus ingår i släktet sabelliljor, och familjen irisväxter. Inga underarter finns listade i Catalogue of Life.